# 落合功
落合 功（おちあい こう、1966年1月19日 - ）は、日本の歴史学者、経済学者。青山学院大学経済学部教授。神奈川県出身。

## 経歴
1988年中央大学文学部史学科卒業。1995年同大学院博士後期課程文学研究科満期退学。1996年中央大学博士（史学）取得（「江戸内湾塩業史の研究」）1998年広島修道大学商学部講師、1999年助教授、2004年教授、2013年青山学院大学経済学部教授。

## 著書
- 『江戸内湾塩業史の研究』（1999年、吉川弘文館）。オンデマンド版 2017年
- 『戦後、中手造船業の展開過程 内海造船株式会社を例として』（2002年、広島修道大学研究叢書）
- 『瀬戸の海に輝いた塩の町たけはら』（2005年、竹原市教育委員会）
- 『地域形成と近世社会 兵農分離制下の村と町』（2006年、岩田書院）
- 『入門　事例で見る江戸時代』（2006年、すいれん舎）
- 『近世の地域経済と商品流通 江戸地廻り経済の展開』（2007年、岩田書院）
- 『入門 日本金融史』（2008年、日本経済評論社）
- 『大久保利通　国権の道は経済から　評伝日本の経済思想』（2008年、日本経済評論社）。オンデマンド版2015年
- 『概説 日本政治・経済史』（2009年、学文社）
- 『近世瀬戸内塩業史の研究』（2010年、校倉書房）
- 『学び直し可能な社会と大学　これからのキャリア教育』（2011年、学文社）
- 『近代塩業と商品流通』（2012年、日本経済評論社）
- 『「徳川の平和」を考える』（2015年、日本経済評論社）
- 『国益思想の源流』（2016年、同成社江戸時代史叢書）
- 『信用組合のルーツをたどる』（2018年、すいれん舎）

### 共著・編著
- 編著『ひろしま人物伝』（2002年、渓水社）
- 広島大学文書館編、石田雅春・小池聖一共編『地方自治とは何か　竹下虎之助回顧録』（2006年、現代史料出版）

## 論文
- 落合功